# Hammarskifte
Hammarskifte är den äldsta kända formen av ägoreglering i de svenska byarna före solskiftet.
Trots lång diskussion vet man inte vad hammarskiftet egentligen innebar. Benämningen kommer från Upplandslagen 1296, som stadgar att all jord skall vara lagd i solskifte och inte i hambri och i forni skipt, vilket lett till antagandet att hammarskifte är det samma som fornt skifte, den ägoreglering som gällde före solskiftets införande. Man har också dragit paralleller mellan hammarskiftet och bolskiftet i Skåne, men där och i Halland och Blekinge har byorganisationen mycket äldre traditioner än i Svealand och det är tveksamt om dessa begrepp varit synonymer.
Utifrån bevarade strukturer verkar jordbruket under järnåldern, i den mån byar förekom, inte ha haft skifte i egentlig mening, utan bara en organisationsform. Betet var gemensamt för gårdarna i byn, medan gårdarnas åkergärden var skilda från varandra.